# هاروتیون
هاروتیون (به ارمنی: Յարութիւն) نام کوچک مردانه رایج در میان ارمنیان می‌باشد و ممکن است به یکی از موارد زیر اشاره داشته باشد:
- هاروتیون آبراهامیان، بازیکن فوتبال
- هاروتیون آراراتیان، نویسنده
- هاروتیون آرمنیان
- هاروتیون آلامداریان، شاعر، معلم و یک فعال اجتماعی-سیاسی
- هاروتیون آلپیار
- هاروتیون بابایان
- هاروتیون بزجیان
- هاروتیون پاپازیان
- هاروتیون جانگولیان، تاریخ‌نگار و کنشگر سیاسی
- هاروتیون هوهانس چاکماکجیان، تاریخ‌نگار
- هاروتیون چمشکیان، سیاست‌مدار
- هاروتیون چوغوریان
- هاروتیون خاچاتریان، تهیه‌کننده و کارگردان فیلم، فیلم‌نامه‌نویس
- هاروتیون دلالیان، آهنگساز
- هاروتیون سوادجیان
- هاروتیون شاهریکیان، فرد نظامی
- هاروتیون کوشکیان
- هاروتیون گالنتس، نقاش
- هاروتیون مردینیان، ژیمناست هنری
- هاروتیون میناسیان
- هاروتیون وارپورجییان، معمار
- هاروتیون واردانیان، بازیکن فوتبال
- هاروتیون هانسیان، آهنگساز و نوازنده ویولا
- هاروتیون هوهانیسیان، کشتی‌گیر
- هاروتیون ینگیباریان
- هاروتیون کاردانیان
- هاروتیون پامبوکیان
- هاروتیون گریگوریان
- هاروتیون مورادیان
- هاروتیون رومانیان
- هاروتیون مکرتچیان
- هاروتیون ترزیان
- هاروتیون پانوسیان
- هارمیک (هاروتیون) داوتیان
- هاروتیون ماقاکیان
- هاروتیون جرکزیان
- هاروتیون تر-مارگاریان
- هاروتیون میناسیان
- هاروتون تیریاکیان

## مرتبط
- هاروتیونیان